# The Destiny of Love
The Destiny of Love släpptes 2007 och är BWO:s fjärde singel från albumet Fabricator som släpptes 2007 och totalt gruppens 15:e singel. På singellistorna placerad den sig som högst på 18:e plats i Finland och 56:e plats i Sverige. Melodin testades även på Svensktoppen den 25 november samma år, men missade listan.

## Listplaceringar
| Lista (2007) | Topplacering |
| ------------ | ------------ |
| Finland      | 18           |
| Sverige      | 56           |

### Fotnoter
1. ↑  ”Svensk mediedatabas”. http://smdb.kb.se/catalog/id/002123785. Läst 26 maj 2011.
2. ↑  ”Svensk mediedatabas”. http://smdb.kb.se/catalog/id/002123786. Läst 26 maj 2011.
3. ↑  ”Svensktoppen”. 25 november 2007. http://sverigesradio.se/sida/topplista.aspx?programid=2023&date=2007-11-25. Läst 26 maj 2011.
4. ↑  ”Svensktoppen”. 2 december 2007. http://sverigesradio.se/sida/topplista.aspx?programid=2023&date=2007-12-02. Läst 26 maj 2011.
5. ↑  ”Listplacering”. http://finnishcharts.com/showitem.asp?interpret=BWO&titel=The+Destiny+Of+Love&cat=s. Läst 26 maj 2011.
6. ↑  ”Listplacering”. http://swedishcharts.com/showitem.asp?interpret=BWO&titel=The+Destiny+Of+Love&cat=s. Läst 26 maj 2011.